# Benjamin Mau
Benjamin Mau (* 24. November 1991 in Hamburg) ist ein deutscher American-Football-Spieler.

## Laufbahn
Der Sohn von Stefan Mau spielte als Jugendlicher Fußball und American Football. Zwischen 2010 und 2012 stand Mau als Wide Receiver in Diensten der Kiel Baltic Hurricanes und wurde mit den Fördestädtern 2010 deutscher Meister. Zur Kieler Meistermannschaft gehörten als Spieler auch sein Bruder Marlon sowie Vater Stefan als Mitglied des Trainerstabs. Von 2012 bis 2014 spielte Mau bei den Elmshorn Fighting Pirates und anschließend 2015 bei den Hamburg Huskies in der GFL.
2015 ging der zwei Meter große Mau in die Vereinigten Staaten, studierte an der Waldorf University (Bundesstaat Iowa) Kommunikationswissenschaft und gehörte der Football-Hochschulmannschaft in der NAIA an. 2017 errang Mau bei den World Games in Breslau mit der deutschen Nationalmannschaft den zweiten Rang. Im Endspiel unterlag er mit den Deutschen der französischen Auswahl, in deren Trainerstab sein Vater Stefan tätig war.
Zur Saison 2019 kehrte er nach Deutschland zurück und schloss sich wieder den Elmshorn Fighting Pirates an, mit denen er im Oktober 2019 erstmals in der Vereinsgeschichte in die höchste deutsche Spielklasse aufstieg. Er trat mit Elmshorn aufgrund der Absage der Saison 2020 (wegen der COVID-19-Pandemie) aber nicht in der GFL. 2021 wurde er Mannschaftsmitglied der Hamburg Sea Devils in der europäischen Spielklasse ELF.